# Ruru (Népal)
Ruru (en népalais : रुरु) est un comité de développement villageois du Népal situé dans le district de Gulmi. Au recensement de 2011, il comptait 3 306 habitants.